# Ett hål i mitt hjärta
Ett hål i mitt hjärta (Engelse titel: A Hole in My Heart) is een Zweeds/Deense experimentele dramafilm uit 2004 van Lukas Moodysson.

## Verhaal
Rickards vrouw is overleden en zijn zoon Eric haat hem. Samen met zijn vriend Geko besluit hij in zijn appartement een amateurpornofilm te maken met Tess in de hoofdrol. Het filmen loopt flink uit de hand en Eric trekt zich terug op zijn donkere kamer en luistert naar harde muziek.

## Rolverdeling
| Acteur           | Personage |
| ---------------- | --------- |
| Thorsten Flinck  | Rickard   |
| Sanna Bråding    | Tess      |
| Björn Almroth    | Eric      |
| Goran Marjanovic | Geko      |

## Achtergrond
Moodysson wilde eigenlijk de film opnemen en zich af laten spelen in de Verenigde Staten, maar besloot het toch in Zweden te doen. De film werd in vier weken opgenomen in Trollhättan en ging op 10 september 2004 in première op het internationaal filmfestival van Toronto 2004 en kwam een week later uit in Zweden. Op 6 december 2005 verscheen de dvd.

## Ontvangst
Ett hål i mitt hjärta werd voornamelijk negatief ontvangen. De experimentele stijl en de expliciete seksuele inhoud werden weliswaar geroemd, maar ook scherp bekritiseerd. Op de meeste stemmen- en recensieverzamelaars scoort de film een onvoldoende. Ondanks alle negatieve kritiek werd de film werd bij de 17e Europese Filmprijzen genomineerd voor beste film.